# Luis Cubilla
Luis Alberto Cubilla Almeida (Paysandú, 28 de março de 1940 – Assunção, 3 de março de 2013) foi um futebolista e treinador de futebol uruguaio que atuava como ponta.
Tido como um ponteiro imprevisível tanto técnica como emocionalmente  e tido como "asqueroso" por ser bastante irritante com os adversários, Cubilla, baixo e um tanto gordo (74 quilos para seu 1,69 metros de altura), faz parte do seleto grupo de jogadores a terem sido ídolos nos dois grandes arquirrivais de seu país, Nacional e Peñarol, tendo inclusive vencido a Taça Libertadores da América e a Copa Intercontinental por cada um.
Também venceu ambos os torneios como técnico, sendo um dos oito a ter conquistado a Copa Libertadores da América como jogador e também como treinador, sendo o único da lista a vencer por dois times em uma mesma função (jogador). À época, era treinador do Olimpia, fazendo desta a primeira equipe paraguaia a conquistá-los. Na Libertadores, enquanto jogador, foi ainda vice-campeão pelo River Plate, em 1966.

## Carreira em clubes

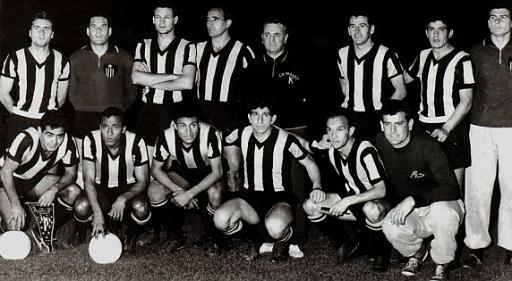
O Peñarol campeão da Taça Libertadores da América de 1961. Cubilla é o primeiro jogador agachado, da esquerda para a direita.

Começou no Peñarol, onde debutou em 1957. Venceu campeonatos uruguaios consecutivos a seguir, entre 1958 e 1961, além das duas primeiras edições da Libertadores, em 1960 e 1961, ano em que os carboneros conseguiram também a Copa Intercontinental.[carece de fontes?]
Teve destaque especial na primeira Libertadores, marcando a sete minutos do fim o gol de empate no Paraguai, que garantiu o título contra o Olimpia - os paraguaios haviam sido previamente derrotados em Montevidéu. Entre 1962 e 1964, jogou, sem tanto sucesso, no Barcelona, retornando à América do Sul como jogador do River Plate.
A equipe millonaria não conquistava títulos desde 1957, mas foi à Taça Libertadores da América de 1966, como vice-campeã argentina. Cubilla esteve perto de faturar pela terceira vez o troféu, justamente contra seus antigos colegas do Peñarol. Após duas vitórias para cada lado na decisão, os riverplatenses abriram 2 x 0 na finalíssima em campo neutro, mas perderiam de virada por 2 x 4 - derrota traumática que originou inclusive o pejorativo apelido gallinas, que ainda acompanha o clube. A passagem pelo River, além de não lhe trazer troféus - o clube só terminaria seu jejum em 1975 -, tirou seu lugar na Copa do Mundo de 1966, em uma época onde as seleções sul-americanas não convocacam quem atuasse no exterior.
Em 1969, voltou ao Uruguai, contratado pelo Nacional. Nos tricolores, também venceria quatro vezes seguidas a liga uruguaia, a exemplo do que conseguira no Peñarol, entre aquele ano e 1972. No período, faturou também as primeiras Libertadores e Intercontinental dos bolsos, no ano de 1971, dez anos depois de ter faturado os mesmos torneios, além do campeonato nacional, no arquirrival. O troféu continental veio sobre o Estudiantes de La Plata, então tricampeão seguido do torneio.< O mesmo adversário já havia derrotado o próprio Nacional, já com Cubilla, na decisão da Libertadores de 1969.
Cubilla deixou o Nacional em 1975, ano em que ficou na pequena equipe chilena do Santiago Morning. Já com 36 anos, encerrou a carreira novamente campeão uruguaio, pelo pequeno Defensor, em 1976.

## Seleção
Ele estreou pela Seleção Uruguaia em 1959. Após a Celeste ter ficado de fora da Copa do Mundo de 1958 - no que foi a primeira vez que ela deixou de disputar uma Copa por desclassificação -, os uruguaios bateram a Bolívia para se garantir na Copa de 1962, com providencial ajuda de Cubilla: foi dele o gol charrúa no empate obtido na altitude de La Paz. Ele foi ao mundial do Chile justamente com Pedro Cubilla, seu irmão mais velho. Na estreia, os uruguaios foram surpreendidos por uma Colômbia, tida oficialmente como fraca no sorteio dos grupos, a abrir o placar. Cubilla fez o gol que empatou a partida, que encerrou com vitória uruguaia de virada.
Machucado, ele ficou de fora da segunda partida, o que fez com que os celestes perdessem força no ataque e saíssem derrotados por 1 x 3 pela Iugoslávia. Acabaram indo à última rodada da primeira fase precisando vencer a União Soviética para não depender de resultados alheios. Empatavam a partida, mas sofreram um gol no último minuto e amargaram eliminação ainda na primeira fase.
Entre 1962 e 1968, Cubilla atuou em clubes estrangeiros, o que lhe privou de um lugar na Copa do Mundo de 1966 (a Copa do Mundo de 1974 seria a primeira em que uruguaios no exterior foram convocados[carece de fontes?]) e do título no Sul-Americano de 1967. De volta à altura das eliminatórias para a Copa do Mundo de 1970, participou da campanha relativamente tranquila da seleção rumo ao México. Na preparação, ele, anteriormente um ponta, era utilizado como único atacante em um esquema cauteloso. Mostrou-se importante na segunda fase: nas quartas-de-final, aproveitou os últimos espaços do campo para realizar o cruzamento que terminou no gol de seu colega de Nacional, Víctor Espárrago, o único da partida contra a União Soviética.
Já na semifinal, ele marcou o gol que abriu o placar contra o Brasil. Os uruguaios fecharam-se na defesa, mas sofreram a virada. Já com o placar em desfavor, Cubilla quase voltou a empatar, tendo seu cabeceio à queima-roupa defendido de forma considerada "milagrosa" por Félix. Os brasileiros ainda fariam mais um e conseguiram seu lugar na final. Os celestes acabariam em quarto, sem muito entusiasmo no jogo pelo terceiro lugar contra a Alemanha Ocidental.
Ele, já aos 34 anos, foi levado também para a Copa do Mundo de 1974, onde amargou nova eliminação uruguaia na primeira fase; após ser derrotada pela sensação Países Baixos e empatar com a Bulgária nos dois primeiros jogos, a Celeste precisava vencer a Suécia, mas deu vexame e perdeu por 0 x 3; Cubilla entrara neste jogo com o placar ainda em branco. Foi a última de suas 38 partidas por seu país, com o qual marcou ao todo 11 gols.[carece de fontes?]

## Como treinador
Cubilla treinou diversas equipes. Em 1981, faturou seu quinto título uruguaio no Peñarol, o primeiro e único na nova função. Obteve seus maiores sucessos no Olimpia. Sob o comando dele, a equipe faturou as Taças Libertadores de 1979 e 1990,[carece de fontes?] sendo até hoje o único clube paraguaio a vencer a competição. Tornou-se o primeiro treinador a ser campeão da competição por equipe de nacionalidade diferente da sua, sendo o único a conseguir tal feito duas vezes. Em 1979, após bater o então bicampeão seguido Boca Juniors na decisão, o Olimpia venceu também a Copa Intercontinental contra os suecos do Malmö. Onze anos depois, o forte Milan não permitiu que a conquista se repetisse. Cubilla ganhou ainda oito campeonatos paraguaios, uma Supercopa Libertadores e duas Recopas Sul-Americanas com o Olimpia.
Como treinador, seu fracasso mais retumbante acabou sendo na direção de seu país. Cubilla foi contratado para treinar o Uruguai após a Copa do Mundo de 1990, ano em que suas conquistas no Olimpia o fizeram ser eleito o melhor técnico sul-americano daquele 1990.[carece de fontes?] Ficou marcado por desentender-se com os principais jogadores uruguaios daquele momento, que atuavam na Europa, insinuando que seriam meros dinheiristas, no que era apoiado por boa parte da população. Sem Enzo Francescoli, Rubén Sosa, Carlos Alberto Aguilera, José Óscar Herrera e outros, sofreu vergonhosa eliminação na primeira fase da Copa América de 1991. Já com alguns deles trazidos de volta, não se saiu muito melhor na Copa América de 1993 e ainda perdeu a vaga na Copa do Mundo de 1994, perdendo lugar ainda no meio da campanha rumo aos EUA para Ildo Maneiro.

## Morte
Luis Cubilla faleceu no domingo, 3 de março de 2013, aos 72 anos, em uma clínica privada, em Assunção, capital do Paraguai, em decorrência de complicações de um câncer no estômago.

## Títulos
como jogador
 Peñarol
- Campeonato Uruguaio: 1958, 1959, 1960, 1961
- Copa Libertadores da América: 1960, 1961
- Copa Intercontinental: 1961

 Barcelona
- Copa do Rei: 1962-63

 Nacional
- Campeonato Uruguaio: 1969, 1970, 1971
- Copa Libertadores da América: 1971
- Copa Intercontinental: 1971
- Copa Interamericana: 1971

como técnico
 Olimpia
- Campeonato Paraguaio: 1979, 1982, 1988, 1989, 1995, 1997, 1998, 1999
- Copa Libertadores da América: 1979, 1990
- Supercopa da Libertadores: 1990
- Recopa Sul-Americana: 1991, 2003
- Copa Intercontinental: 1971
- Copa Interamericana: 1979

 Peñarol
- Campeonato Uruguaio: 1981